# Concerto for Group and Orchestra
A Concerto for Group and Orchestra Jon Lord versenyműve rock- és szimfonikus zenekarra. A darabot a Deep Purple és a Királyi Filharmonikusok mutatták be, akiket Malcolm Arnold vezényelt. Az előadást 1969. szeptember 24-én tartották a londoni Royal Albert Hallban. Ez volt a Deep Purple első albuma, melyen Ian Gillan és Roger Glover szerepelt. Az esemény filmfelvétele 2003-ban DVD-n is megjelent.

## Zenei forma
A Concerto for Group and Orchestra a concerto grosso, a sinfonia concertante és a zenekari concerto vonásait egyesíti:
- Első tétel (Moderato – Allegro): egy gondosan kimunkált nagyzenekari bevezető után a zenekar és az együttes felváltva játssza a fő témát. A szólisták és a zenekar versengése nagyon hasonlít a concerto grossóhoz.
- Második tétel (Andante): a második tételben hallható egy dal, amit Ian Gillan énekel. Az együttes jobban együttműködik a zenekarral, bár még mindig előtérben vannak. Ez a sinfonia concertantéra emlékeztet.
- Harmadik tétel (Vivace – Presto): Ian Paice dobszólójától eltekintve a zene tempója olyan szoros, hogy az együttes mintha egy kibővített zenekar részévé válna. Egy szólórész után már nincs szólista, az egész zenekar együtt zenél. Többé kevésbé ezt értik a zenekari concerto fogalmán.

## Előadások és kiadások

### 1969
- Deep Purple:
  - Ian Gillan – ének
  - Ritchie Blackmore – gitár
  - Jon Lord – orgona, billentyűs hangszerek
  - Roger Glover – basszusgitár
  - Ian Paice – dob, ütőhangszerek
- A Királyi Filharmonikusok Malcolm Arnold vezényletével.

Az albumon csak a „Concerto” volt rajta, a második tételt két részre vágták.

### CD-kiadás
Az 1991-es CD-kiadásra rákerült a „Wring That Neck” és a „Child in Time” is, amit ugyanazon a napon, a koncert előtt vettek fel.

### DVD-kiadás
Az EMI 2003-ban a koncert anyagát DVD-n is kiadta, melyen minden megtalálható, amit aznap eljátszottak.
- A Királyi Filharmonikusok Malcolm Arnold vezényletével
- Malcolm Arnold 6. szimfóniája Op. 95:

1. 1st Movement: Energico – 9:19
2. 2nd Movement: Lento – 8:52
3. 3rd Movement: Con Fuoco – 7:02

- Deep Purple:

1. „Hush” (Joe South) – 4:42
2. „Wring That Neck” (Ritchie Blackmore – Nick Simper – Jon Lord – Ian Paice) – 13:23
3. „Child in Time” (Ritchie Blackmore – Ian Gillan – Roger Glover – Jon Lord – Ian Paice) – 12:06

- A Deep Purple és a Királyi Filharmonikusok, Malcolm Arnold vezényletével
- Concerto for Group and Orchestra:

1. First Movement: Moderato-Allegro (Jon Lord) – 19:23
2. Second Movement: Andante (Jon Lord – Ian Gillan) – 19:11
3. Third Movement: Vivace-Presto (Jon Lord) – 13:09
4. Encore – Third Movement: Vivace-Presto (Part) (Jon Lord) – 5:53

### Az 1999-es előadás és felvétel
30 évvel az esemény után, 1999. szeptember 26-án és 27-én a Royal Albert Hallban újra előadták a Concertót. A koncert anyaga az In Concert with the London Symphony Orchestra című dupla CD-n és DVD-n jelent meg.